# エバーグレーズの復元

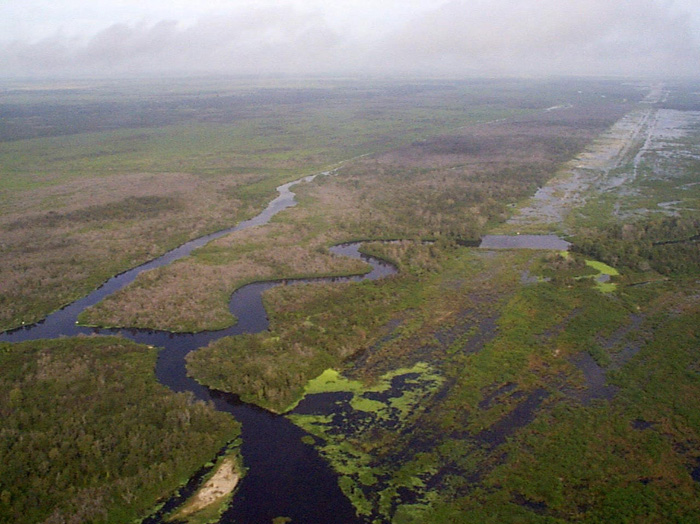
1971年に直線河道に改変された運河は、現在では埋め戻しにより、自然な蛇行状態に復元されている。

エバーグレーズの復元（エバーグレーズのふくげん、英: Restoration of the Everglades）は、20世紀にアメリカ合衆国フロリダ州南部において破壊された環境を修復しようという、現在も継続中の動きである。費用と範囲の両面において、史上最大級の環境修復の試みとなっている。エバーグレーズの「劣化」は、ビッグサイプレス湿地に空港（ジェットポート）を建設しようという提案があった後、1970年代初期に全米的な関心事となった。調査の結果、その空港は南フロリダとエバーグレーズ国立公園の生態系を破壊するだろうということが示された。数十年間にわたる破壊の後、州および連邦政府の機関は、南フロリダの自然環境と、エバーグレーズの地域内および近辺で近年急速に成長して来ていた都市および農業中心地とがそれぞれ必要とするもののバランスを取る方法を模索している。
1947年のハリケーンによる洪水被害を契機として 、エバーグレーズでは、中央・南フロリダ間の治水・排水事業 (Central and Southern Florida Flood Control Project; C&SF) が行われた。南フロリダでは、1950年代から1971年の間に、治水・排水事業 (C&SF）が2300キロ（1400マイル）にわたって進められた。最後の事業は、キスミー川を直線水路に改変することであったが、これが原因となり、この地域の水質に悪影響を与え、動物の生息地に壊滅的な被害が生じた。35キロ（22マイル）の運河は埋め戻しすることになり、1980年代における治水・排水事業（C&SF）の最初のプロジェクトとして、運河の復元や資材を掘り出しての再生事業が行われた。
1986年に水路の中で高濃度のリンや水銀が発見され、南フロリダ水管理局による水質管理が重要事項となった。費用的にも時間的も多大な労力を要した法廷闘争が、水質基準の決定権をもつ様々な政府機関と、水質基準を強いられた被害者との間で繰り広げられた。フロリダ州知事のロートン・チルズは、水質汚染除去のリミットを定め、政府機関が責任を負うとする法案を提出した。当初の法案は、汚染物質の基準が厳格ではなかったために、保護団体に批判を浴びたが、1994年にはエバーグレイズ・ フォーエバー法 (Everglades Forever Act) が制定された。 南フロリダ水管理地区 (SFWMD) と陸軍工兵隊（USACE）は、共同事業により、目標を超えるリン除去による水質改善を達成した。
フロリダ州知事のロートン・チルズが任命した委員会は、1995年の報告書で南フロリダ州の成長を維持出来なかったことを公表し、環境の悪化が、南フロリダ州の住民の日常生活に悪影響を与えたとした。現状の傾向を停止させる対応策をとらなければ、環境破壊により、観光産業や商業上の利益を損なうことが予測された。治水・排水事業 (C&SF) の評価に関する8年間にわたる研究結果は、1999年に議会に提出された。この報告書によれば、もしなにも対策しなければ、地域一帯が急速に崩壊していくという警告が発せられていた。2000年には、エバーグレーズの環境復元事業 (Comprehensive Everglades Restoration Plan; CERP) と呼ばれる戦略が、エバーグレーズのオキーチョビー湖、カルーサハチ川、フロリダ湾などの地域を、過去50年間の損害から復元するために制定された。今後 30 年かけて、約 7,800 億円（78 億ドル）を投じることが想定されている。エバーグレーズの環境復元事業（CERP) は2000年には法制化されたが、政策や資金調達の問題によって妥協策がとられている。

## 背景

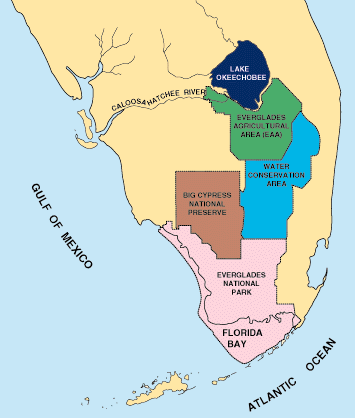
中央・南フロリダ間の治水・排水事業 (Central and Southern Florida Flood Control Project; C&SF) により確立された区画。水保全地域とエバーグレーズ農業地域に分けられていた。元の湿原地帯の25％は、エバーグレーズ国立公園として保護されている。

エバーグレーズは、アメリカ合衆国フロリダ州中央部オレンジ郡の郡庁所在地であるオーランド付近から始まる、非常に大きな流域の一部である。オキーチョビー川は、1,900km2で深さ平均2.7m（9フィート）のオキーチョビー湖へ排水されている。雨期にはオキーチョビー川から水が溢れ、水面が広がって浅くなり、全長160km（100マイル）、幅97km（60マイル）の川となる。この広く浅い川の流れは、薄層流（sheetflow）と呼ばれる。土地はフロリダ湾の方向に緩やかに傾斜しており、エバーグレーズから流れる水の大半は、昔からその湖に流れ込んでいた。排水が試みられる以前、エバーグレーズはフロリダ半島の3分の1を占め、10,000km2（4,000平方マイル）を構成していた。
エバーグレーズは19世紀初期以来、農業開発の興味の対象になってきた。その最初の排水の試みは1882年のことであり、ペンシルベニア州出身の土地開発業者ハミルトン・ディストンが最初の運河を建設したことだった。これらの試みはほとんど成功しなかったが、ディストンが土地を購入したことで、フロリダ州の観光業と不動産開発を加速させることになった。フロリダ州知事ナポレオン・ボナパルト・ブロワードの政治的な動機付けが、1906年から1920年の運河建設で成果を上げるようになった。埋め立てられたばかりの湿地がサトウキビや野菜を栽培するために使われる一方で、エバーグレーズでは都市開発が始まった。
1926年のマイアミ・ハリケーンや1928年オキーチョビー・ハリケーンが、地域に広い範囲の破壊や洪水をもたらしたので、アメリカ陸軍工兵司令部がオキーチョビー湖の周りに堤を建設することになった。その4階建ての高さがある壁が、エバーグレーズから水を遮断した。1947年に襲来したハリケーンによる洪水で、アメリカ合衆国議会が中央・南フロリダ間の治水・排水事業 (Central and Southern Florida Flood Control Project; C&SF)  を設立し、延長1,400マイル (2,300 km) の運河と堤防、数百のポンプ場、その他水量制御装置を建設する責任を持たせた。治水・排水事業 (C&SF) が当初あったエバーグレーズの37%に水質保全地域 (WCAs) を設立し、過剰な水を南フロリダ都市圏に供給し、あるいは大西洋やメキシコ湾に流す、貯水調整池として機能させた。治水・排水事業 (C&SF)はまた、エバーグレーズ農業地域 (EAA) も設立し、アメリカ合衆国で生産されるサトウキビの大半を栽培した。EAAが最初に設立されたとき、当初あったエバーグレーズの約27%に広がっていた。
1960年代までに、都市開発と農業用途によってエバーグレーズの大きさをかなり減らしていた。当初あったエバーグレーズで残っていた25%がエバーグレーズ国立公園として保護されたが、この公園は治水・排水事業 (C&SF)の設立以前に制定されており、その水の放出は治水・排水事業 (C&SF)の行動に依存していた。1960年代には、マイアミ都市圏や他の都市圏がエバーグレーズに進出を始め、公園管理部門と治水・排水事業 (C&SF)の間に政治闘争が起こり、公園内の水が不足することで生態系が混乱した。農業地域で使われた農薬がエバーグレーズ国立公園の土壌や水文学に変化を与え始め、外来種植物が蔓延するようになった。しかし、1969年にビッグサイプレス湿地に大規模空港を建設する案が出され、エバーグレーズの劣化した自然体系に注意が向くようになった。ここで初めて、エバーグレーズは環境保護の対象と考えられるようになった。

## 優先事項としてのエバーグレーズ
1970年代、環境保護が全国的な優先事項になった。雑誌「タイム」は1971年1月に環境保護を年間の問題と宣言し、アメリカ人の「犯罪、薬物、貧しい学校のずっと前に、その町が直面する最も深刻な問題」に格付けたと報告した。南フロリダが1970年から1975年まで厳しい旱魃を経験したとき、マイアミ市では1971年の降雨量が僅か33インチ (840 mm) であり、平均降水量よりも22インチ (560 mm) 少なかったが、メディアの注意がエバーグレーズに集まった。州知事補佐ナサニエル・リードとアメリカ合衆国魚類野生生物局の生物学者アーサー・R・マーシャルの支援があり、政治家達が行動を始めた。州知事ルービン・アスキューが1972年に土地保全法を制定し、有権者が承認した債券2億4千万ドルを遣って、環境的に特徴があり、他では代替できないと考えられる土地をフロリダ州が購入することを認めた。その時から、フロリダ州は他の州よりも多くの土地を公共用途のために買収してきた。1972年、アメリカ合衆国大統領リチャード・ニクソンが、1969年にマイアミ・ジェットポートの建設予定地とされていたビッグサイプレス湿地を、連邦政府が保護すると宣言した。1974年、ビッグサイプレス国定保護地が設立された。同年、ファカハッチー・ストランド州立保護地も創設された。
1976年、ユネスコがエバーグレーズ国立公園を国際的生物圏保護区に指定した。1979年には世界歴史遺産にも登録した。1987年、ラムサール条約により、エバーグレーズは国際的に重要な湿地に指定された。この指定は地球上で3か所のみであり、エバーグレーズの他にはチュニジアのイシュケル湖と、ブルガリアのスレバルナ自然保護区がある。

### キシミー川
1960年代、中央・南フロリダ間の治水・排水事業 (Central and Southern Florida Flood Control Project, C&SF)  が、政府の監督官や観光保護団体からの監視を多く受けるようになった。その規模について批判が続き、世界恐慌の時のダム建設プロジェクトであるテネシー川流域開発公社と比較されることもあった。明確な決議や計画も無いままに、建設費は数十億ドルの単位になった。 治水・排水事業 (C&SF) のプロジェクトは、「全体系に対する因果関係を無視し、未来の確実性を仮定し、つかの間の危機を解決することに成功しているが、将来の危機を誇張する状態に取り掛かる」、「危機と反応」のサイクルの一部として特徴づけられた。最後のプロジェクトは曲がりくねっているキシミー川の氾濫原を直線化する運河の建設であり、1962年に始められた。キシミー川は昔からオキーチョビー湖に注ぎ、そこからエバーグレーズに水が流れていた。環境保護主義者マージョリー・ストーンマン・ダグラスが後に、治水・排水事業 (C&SF)のプロジェクトは「相関する愚かさ」であり、C-38運河がその最たるものである、と記していた。蛇行する長さ90マイル (140 km) の川を、52マイル (84 km) の水路で置き換えるように設計されたこの運河は、1971年に完工し、2,900万ドルを掛けていた。それは、広さ約45,000エーカー (180 km2) の湿地を、保持力のある池、ダムと植生で置き換えることだった。生息域が失われたために、この地域で水鳥、渉禽類、釣りの対象とされた魚類の数が劇的に減少した。埋め立てられた氾濫原は農業用地に変わり、使われた農薬や殺虫剤がオキーチョビー湖に流れ込んだ。この運河が完成する以前であっても、環境保護団体や釣りと猟の団体が、キシミー川の復元を要求していた。

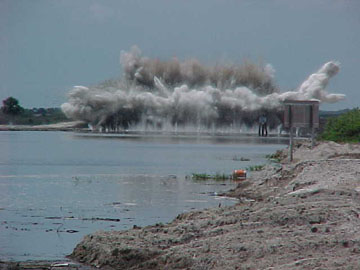
構造物 65Bの破壊の瞬間。2000年に、川を自然の流れに復元するためにアメリカ陸軍工兵司令部が破壊した。

アーサー・R・マーシャルが、損傷を復元させる運動を率いた。ダグラスに拠れば、マーシャルは、キシミーの鎖状に繋がる湖群からフロリダ湾までのエバーグレーズを、その大気、気候、石灰岩を含め、1つの機構として表現することに成功した。エバーグレーズを復元させるという大義は、環境保護団体の専売特許に留まらず、政治家達の優先事項になった。ダグラスは、「マーシャルがエバーグレーズを出血する心臓という分類から永遠に取り出すという、大きな魔法を成し遂げた」と主張していた。マーシャルの執拗な主張により、新任州知事のボブ・グラハムが1983年に「我々のエバーグレーズを救え」キャンペーンの開始を宣言し、1985年、グラハムはC-38運河の部分を埋め戻すための最初のシャベルを揚げた。それから1年以内に、その地域は元の状態に戻すべく、水で覆われた。グラハムは、2000年までにエバーグレーズはできる限り排水を行った前の状態に近くすると宣言した。キシミー川復元プロジェクトは、連邦議会による1992年水資源開発法によって承認された。このプロジェクトの費用は、僅か22マイル (35 km) の運河を元に戻すだけで、5億7,800万ドルと見積もられた。この費用は、フロリダ州とアメリカ合衆国政府で分担するものとされ、州は土地を買収し修復する責任があるとされた。2002年、アメリカ陸軍工兵司令部のプロジェクトマネジャーは、「我々がこの規模でやっていることは、エバーグレーズの復元に掛かるときに、さらに大規模なものに代わる」と説明した。プロジェクトの全体は、2011年までに完成するものと見積もられた。

## 水質

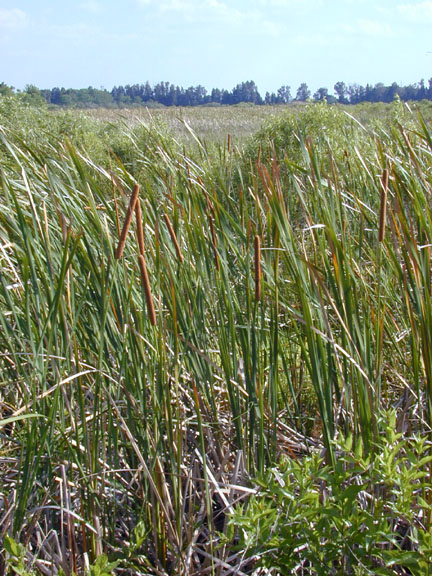
外来種のガマ。水中のリン濃度の変化により、在来種のソーグラスから外来種のガマが優先する植生へと変化した。

水質に対する関心は、1986年にオキーチョビー湖湖面の5分の1に水の華が広がったことで、南フロリダに集中された。この水の華は、エバーグレーズ農業地域から流出した農薬によるものであることが発見された。1979年の法律では、エバーグレーズ農業地域で使用される化学品が湖水に滞留しないようにうたっていたが、運河に流れ込んだものがエバーグレーズ水質保全地域に流れ、最終的にポンプで湖に汲み上げられた。リンは植物の成長を支援するが、エバーグレーズにおける泥灰土を形成する要素の1つである付着藻類を破壊することを、微生物学者が見つけた。泥灰土は、泥炭とともに2種類あるエバーグレーズの土壌の1つである。それは、エバーグレーズの一部が短期間洪水となり、付着藻類の層が乾燥するところで見られる。リン成分の大半も、泥炭から溶融酸素を取り除き、藻類の成長を促進し、固有種の無脊椎動物を死なせ、ソーグラスは外来種のガマで置き換えられる。ガマは背が高く群生するので、鳥類やアリゲーターが巣を作れなくなる。サトウキビ畑近くで採取された水のリン濃度は500 ppb（ppbは10億分の1）を示していた。1987年、州議会は1992年までにリンを40%減らすことを義務付けた。
エバーグレーズでリン濃度の水準を矯正する動きは抵抗された。サトウキビ産業はU.S.シュガーとフロー・サンの2社が支配的であり、エバーグレーズ農業地域での生産量の半分以上を栽培していた。これらの企業は熱心にその利益を保護するロビイストによって、州政府でも連邦政府でも影響力を持っていた。全米オーデュボン協会に拠れば、砂糖産業は「ビッグシュガー」という綽名もあり、政党や候補者にゼネラルモーターズよりも多くの寄付を行っていた。砂糖産業は汚染した水に対する政府予算による研究を止めようとしており、マイアミの連邦検察官がエバーグレーズ国立公園を保護するために法的手続きで砂糖産業を告発しようとしたときは、ビッグシュガーがその訴訟を引き下げ、検察官をクビにさせようとした。金の掛かる法廷闘争は1988年から1992年までフロリダ州、アメリカ合衆国政府と砂糖産業との間に続き、誰が水質基準を守り、エバーグレーズ国立公園とアーサー・R・マーシャル・ロクサハッチー国定野生生物保護区を維持する責任があるかを決めようとした。
1980年代に魚の中に水銀が発見された時に、新たな水質に関する心配が持ち上がった。水銀は人体に有害なので、漁師には南フロリダに捕まえた魚を食べることに警告が発せられ、またシャーク川沼地近くで死んでいたフロリダパンサーの死体から、人体にとっては致死レベルの水銀が発見されたときに、科学者達が警報を受けた。水銀を体内に摂取すると、中枢神経系に悪影響を与え、脳に障害を与えたり、出生異常を起こすことがある。水銀のレベルに関する研究では、食物連鎖を通じて生物蓄積されることが分かった。この連鎖の中で下位にある動物は数を減らしたが、大型動物がそれらを餌にしたときに、水銀量が増していくことになる。死んだパンサーの餌は、アライグマなど小動物や若いアリゲーターなどだった。水源の出どころは、廃棄物焼却炉や化石燃料発電所であり、大気中に成分を放出し、それが雨滴に凝結されるか、乾季には埃に含まれることになる。エバーグレーズ国立公園の中で自然にあり、硫黄分を下げる機能のあるバクテリアが、水銀成分をメチル水銀に変成させる。この過程は洪水がそれほど起こらないエバーグレーズではより劇的に起こる。発電所や焼却炉の排出物を減らす排出基準が執行されて、大型動物で発見される水銀の水準も減少している。魚では約60%減り、鳥類で70%減ったが、人体への影響が懸念される水準ではある。

### エバーグレイズ・ フォーエバー法

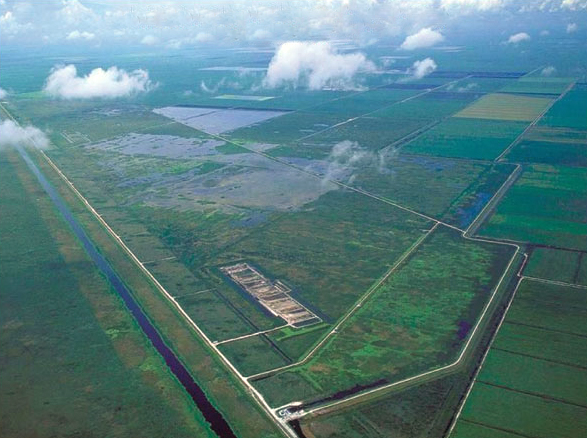
エバーグレーズ北部にある雨水処理区 (STA) 、右手にはサトウキビ畑が隣接している。

水質に関する政治的泥沼状態を解決する試みの中で、1994年、州知事ロウトン・チルズが、エバーグレーズ下流に放水されるエバーグレーズ農業地域内の水を浄化する法案を提出した。この法案では、「エバーグレーズの生態系は、水質も水量も回復されねばならず、長期的かつ包括的な方法で保存され、保護されなければならない」と述べていた。フロリダ州環境保護省と南フロリダ水管理地区 (SFWMD) が水質を調査する責任があり、地域のリン濃度を下げることを目指して、水供給方法の改善、外来種の制御、税の徴収を執行することとしている。土地を購入することを認め、そこでの汚染物が送られて「処理され、エバーグレーズ農業地域から出る水質を改善する」ことが認められている。
この法案を批判する者は、基準に合わせる年限が不必要に2006年まで遅らされていると論じた。良い水質を強制するために12年間という期間である。主要な汚染者であるはずのサトウキビ農家に対し、環境浄化の費用を払うよう強制しておらず、水中のリンの許容量の閾値を20 ppb から50 ppb に上げたと非難した。チルズ州知事は当初その法をマージョリー・ストーンマン・ダグラス法と名付けたが、ダグラスは、汚染者に対して取った行動が気にいらなかったので、チルズに宛てて手紙を書き、自分の名前を取り去るよう要求した。フロリダ州議会は批判を受けたにも拘わらず、1994年にこの法を通した。南フロリダ水質管理地区は、エバーグレーズ農業地域内に雨水処理区 (STA)  を創設することによって、その行動が予想以上に早く行われたと述べていた。エバーグレーズ農業地域内には、泥炭の間に積層された石灰岩のようなカルシウム基の物資を含み、カルシウムの付着藻類が満たされた。工兵司令部による初期の試験ではこの手段によってリン含有量を80 ppb から10 ppb まで減らせることが分かった。雨水処理区 (STA)  は、リン含有量を下げてロクサハッチー国定野生生物保護区やその他水質保全地域に放水できるまで浄化処理を行うことが意図された。

## 野生生物への関心
都市圏が原野に進出してくることが野生生物に少なからぬ影響を与え、動物種の中にはエバーグレーズ地域で絶滅を危惧されるものもある。絶滅を危惧される種の保護から恩恵を受けた動物はアメリカアリゲーターであり、その掘った穴が他の動物にとっても逃げ場となり、特に乾季に多くの種が生き残る場となることが多い。このアリゲーターはかつてエバーグレーズに豊富にいたが1967年に絶滅危惧種に挙げられた。しかし、連邦政府と州の組織が共同して活動し、アリゲーターの狩猟を禁じたことで個体数が戻って来た。1987年には十分に回復したと宣言され、もはや絶滅危惧種ではない。しかしアリゲーターのテリトリーと平均的な体重は過去よりも概して小さくなったことが分かっており、個体数が減少しているので、旱魃時における役割も限られたものとなっている。
アメリカワニも地域の固有種であり、1975年から絶滅危惧種に指定されている。同じワニ目に属するアリゲーターとは異なり、三角江や海岸など汽水や塩水の生息域で繁殖する傾向にある。その最も重大な脅威は人間による妨害である。人間に接触することが多いと、メスはその巣を放棄することになる。特にオスは、大きなテリトリーをうろついたり、アメリカ国道1号線やフロリダキーズのカードサウンド道路を横切ろうとして、自動車に轢かれることが多い。南フロリダには500ないし1,000頭のアメリカワニが生息していると推計されている。

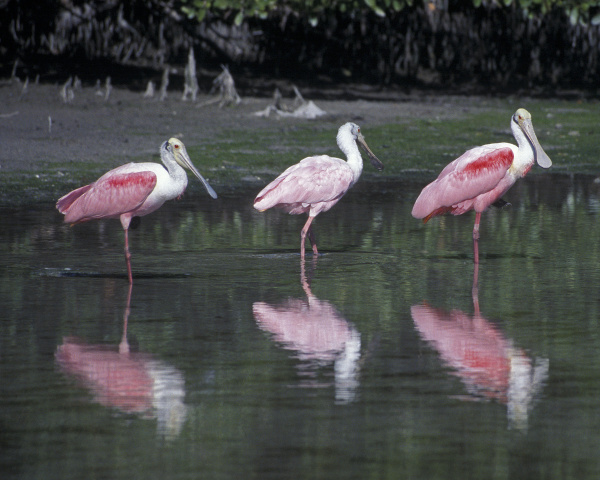
ベニヘラサギ（右と左）、1930年代から1940年代に90%減少した。

エバーグレーズ地域の動物で近絶滅種となっているのはフロリダパンサーである。かつてはアメリカ合衆国南東部の全体に生息していた。1995年時点で、野生の状態では僅か25ないし30頭とされている。パンサーは都市の拡大侵略で最も脅威を受けた動物である。オスは繁殖のために約200平方マイル (520 km2) のテリトリーを必要としているからである。1頭のオスと5頭のメスがこの範囲内に生息している。その生息域が失われると、テリトリーを求めて他のパンサーと争うことになる。パンサーの死因は自動車との衝突が第1位であり、それに次いで多いのがパンサー同士の争いによる死である。1990年代、ネイプルズ やフォートマイヤーズなどの都市がエバーグレーズ西部やビッグサイプレス湿地の中に拡大を始めた都市圏の拡大によって、フロリダ州南西部でのパンサーの生息域を狭めた。工兵司令部やアメリカ合衆国魚類野生生物局などの機関が清浄水法と絶滅危惧種法の維持に責任があったが、それでも湿地とパンサーのテリトリーでの建設許可申請を99%承認していた。限界ある遺伝子の保存も危険な状態にある。生物学者達が1995年に、遺伝子の多様化のためにテキサス・クーガーのメス8頭を導入したので、2008年時点では野生の状態のパンサーが80ないし120頭となっている。
動物種の中で恐らく最も劇的な現象は渉禽類である。その数は観察者の証言によって19世紀後半に約250万羽だったと推計された。しかし、ユキコサギ、ベニヘラサギ、アカゲサギが、婦人帽の彩豊かな羽飾りに使われたために狩られて、絶滅の寸前まで至った。その流行が過ぎ去った1920年頃の後、1930年代にはその数が回復してきたが、さらにその後の50年間で、中央・南フロリダの治水・排水事業 (C&SF) の動きがその個体数増加を妨げていた。運河が建設されたとき、自然の水流がフロリダ湾海岸に近いマングローブ林によって制限されていた。1つの雨季から次の雨季に掛けて、水が治水・排水事業 (C&SF)によって引かれたので、魚類が伝統的な産卵孵化場所に辿り着けなかった。鳥類はその餌を漁るために巣から遠くまで飛んでいく必要があった。1970年代までに、鳥類の数は90%減少した。鳥類の多くが食物源に近い水質保全地域にある小さなコロニーに移動したので、その数を数えることが難しくなった。現在も、運河が建設される以前の数よりもかなり少なくなったままである。

### 外来種
1940年から1965年までに、南フロリダには約600万人の人々が移転してきた。毎週1,000人がマイアミ市に移転し、都市開発はこの期間に4倍になった。人口が急速に増えると、外来の植物種や動物種の問題も急増した。アジア、中央アメリカ、オーストラリアから、風景を飾るものとして、南フロリダに多くの植物種がもたらされた。ペットの貿易で輸入された外来動物が逃亡するか放されるかしてきた。外来種が生まれた土地で行われているような、大きさを小さく、数を小さく保つ生物学的制御は、エバーグレーズでは存在しない場合が多かった。それらは餌やスペースを求めて、追い詰められた在来種と競い合った。輸入された植物種の中で、メラレウカの木が最も大きな問題となった。メラレウカはエバーグレーズで平均して100フィート (30 m) の高さに成長し、その生まれであるオーストラリアでの25フィート (7.5 m) ないし60フィート (18 m) よりも大きくなった。それらは防風林とするために南フロリダに持ち込まれ、大量の水を吸い上げるので湿地を選んで植えられた。定期的に野火で形成される地域で、メラレウカは耐火性があり、その種は野火でさらに効率的にばらまかれた。巣に入るときに大きな翼幅を持つ渉禽類にとっては密度が濃すぎ、また固有種の植生を追い出した。エバーグレーズ国立公園で1998年にメラレウカを制御剪定する費用は200万ドルになった。ビッグサイプレス湿地では、1990年代にメラレウカが最も広がった時に186平方マイル (480 km2) の土地を覆っていた。

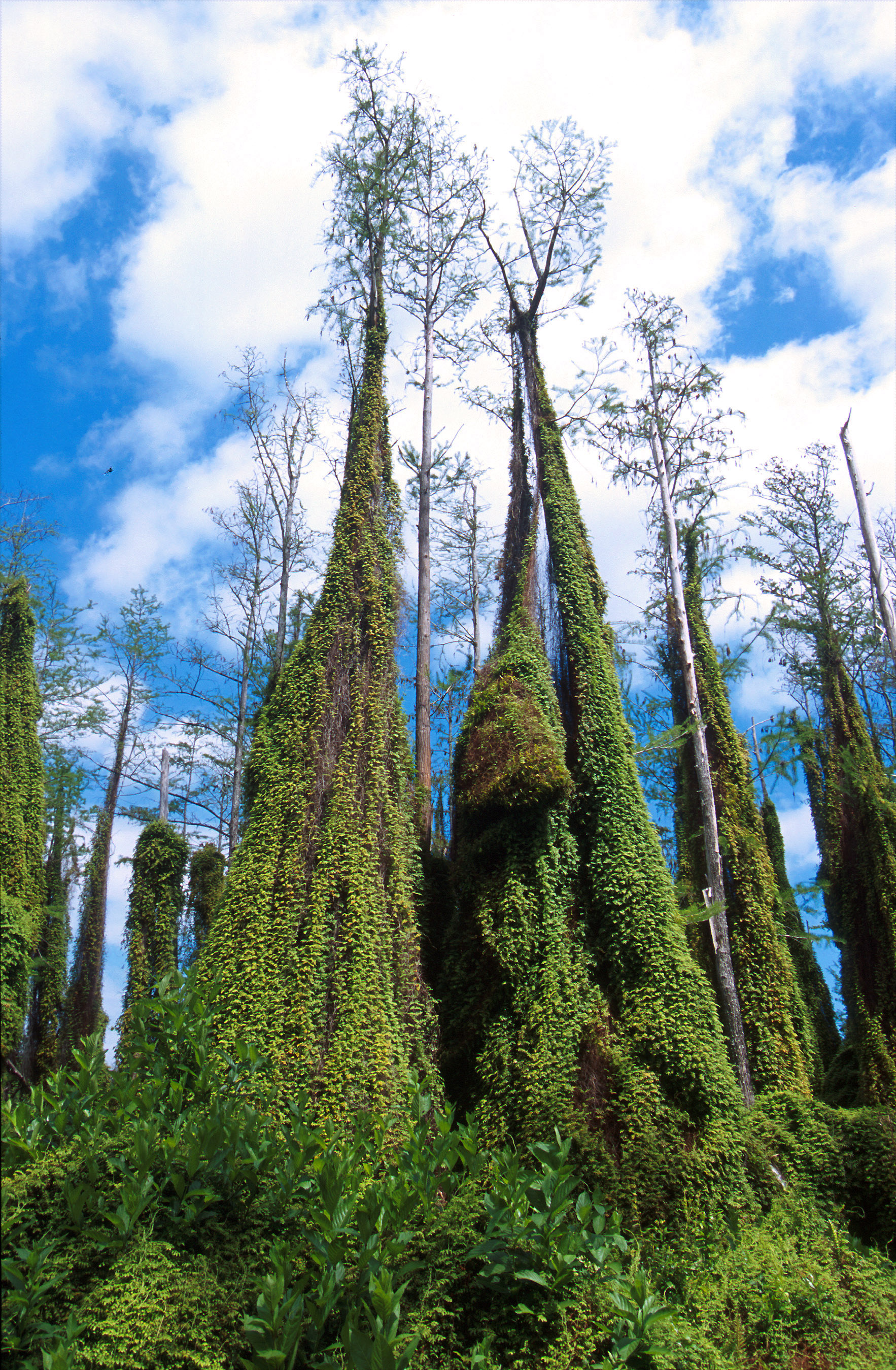
エバーグレーズの木生シダがヒノキを追い越している様子。シダは、火災の中で生き残るための消防はしごであるかのように振る舞っている。

ブラジルの胡椒であるサンショウモドキが、装飾的な灌木として南フロリダにもたらされ、その明るい赤の実を食べた鳥やその他動物の落としたもので拡散した。放棄された農地で繁茂して、密度濃い森になり、メラレウカと同様に渉禽が巣を作れなくした。ハリケーンの後では特に急速に成長し、松林に侵入してきた。1992年のハリケーン・アンドリューの後で、科学者やボランティア達がサンショウモドキの痛められた松林を切り開いたので、固有種の樹木がその自然の状態に戻ることが可能になった。
エバーグレーズの復元にとって最も障害となる種は、旧世界の蔓になるシダ植物（イリオモテシャミセンヅル）であり、1965年に導入された。シダは地上で急速に密度濃く成長して、クロクマやパンサーのような陸上動物が通る道を問題あるものにした。シダは蔓を伸ばして木の高い部分にまで成長し、野火が出た場合は「火の梯子」として機能し、自然の耐火性がない木の高い部分が燃えてしまう。
動物種も幾つかエバーグレーズの水路に導入されてきた。多くの熱帯魚が放されており、その中でも最も有害なものが、浅い水路に大きな巣を作るアオティラピアである。ティラピアは、通常固有種の若い魚が隠れ場所に使うことになる植生も消費している。
爬虫類は南フロリダの生態系に特別の親和性がある。エバーグレーズで見られるトカゲの事実上全てが外来種であり、ブラウンアノール、ネッタイハウスゲッコ（ホオグロヤモリ）が見られる。草食動物のグリーンイグアナは原始の生息域で急速に個体数を増やすことができる。しかし、その大きさや、子供や家庭のペットに危害を及ぼす可能性があることで注目された爬虫類はビルマ・パイソンという蛇であり、地域で急速に広がった。このパイソンは体長が20フィート (6 m) にも成長し、食物連鎖の頂点でアリゲーターと競い合っている。
オウムやインコのような外来の鳥類もエバーグレーズで見られるが、その影響は無視できる。それとは反対に固有種野生生物におそらく最も損害をもたらす動物は家猫あるいは野良猫である。アメリカ合衆国全体で、猫は年間約100万羽の鳥類を殺している。猫は1平方マイル (2.59 km2) あたり640匹いると推計されており、郊外部にいる猫は渡り鳥や湿地のウサギに破壊的な効果を及ぼしている。

### ホームステッド空軍基地
1992年、ハリケーン・アンドリューがマイアミ市を襲い、ホームステッド市にあるホームステッド空軍基地に破壊的損傷を与えた。1993年、この空港を再生させ、商業空港に転換する計画が、地元自治体や商業企業から大歓迎を受けた。それは、基地が破棄されその後に閉鎖された場合に地元の町で経済効果4億8千万ドル、就業機会11,000人が失われる可能性を埋め合わせることが期待された。1994年3月31日、この基地は予備役用基地に指定され、パートタイムのみの機能となった。空軍が行った大雑把な環境研究は地元環境保護団体から不十分だと見なされ、離着陸が1日650回と見積もられたときには、その取得を停止するために訴訟に訴えると脅された。環境保護団体は、1990年にホームステッド空軍基地がアメリカ合衆国政府の最も汚染された資産のリストに挙げられたことで、以前から警告を受けていた。その心配するところは騒音も含んでおり、また群生地としてマングローブの森を利用する鳥類との避けがたい衝突も問題視された。この空軍基地はエバーグレーズ国立公園とビスケーン国立公園の間にあり、その双方に有害となる可能性があった。2000年、アメリカ合衆国内務長官ブルース・バビットとアメリカ合衆国環境保護庁のディレクターがこのプロジェクトに対する反対を表明した。ただし、ビル・クリントン政権の他の機関は以前から、「基地廃棄のモデル」として、この基地を迅速かつ円滑に地元機関に移管するために活動していた。この基地をもっと環境に優しいものにする試みが行われているが、2001年、空港を促進している地元商業団体が連邦政府の支援を失った。

## エバーグレーズの環境復元事業 (CERP)

### 持続的発展が可能な南フロリダ
エバーグレイズ・ フォーエバー法が成功し、水銀濃度は下ったにも拘わらず、1990年代に南フロリダ都市圏における生活の質が下がったために、エバーグレーズへの注目度が高くなった。都市圏住民が次第に持続的発展が不可能なほど自然資源を消費していることが明らかになった。1995年にロウトン・チルズ州知事に提出された「持続的発展が可能な南フロリダに向けた知事の委託」と題する報告書が、州都地方政府の直面している問題を浮き彫りにしていた。この報告書は、南フロリダのエバーグレーズ、フロリダ湾、その他水域の自然の質の低下が、観光業（12,000人の就職機会と年間2億ドルの収入）や、危機にある商業漁業（3,300人の就職機会と年間5,200万ドルの収入）からの収入を著しく減らす可能性があると述べていた。さらに、過去に環境を酷使し無視していたことがこの地域に「急激な岐路」をもたらし、南フロリダの住人が汚染された大気と水で健康被害に直面する、としていた。さらにごみごみとして危険な都市圏の状態が、州の評判も傷つけるとも言っていた。過去20年間で人口は90%も増加したが、登録された自動車は166%増加していたとも記していた。水の質と有用性は、「繰り返される水不足が...年間53インチ (1,346 mm) の降水がある亜熱帯環境で、喉の渇きで死んでいく自然体系という皮肉を生んでいる」とも記していた。
しかし、エバーグレーズの復元は、国政において超党派の大義になった。リン濃度を減らし、その他水質を改善するために必要な変更の資金として、砂糖に対して1ポンド1ペニー（2 セント/kg）の税が提案され、議論を呼んだ。州民はこの税を支持することを求められ、この問題に対処するために環境保護団体は1,500万ドルを払った。砂糖のロビイストはそれを否定する広告に2,400万ドルを支出して成功した。フロリダ州の歴史でも最も費用の掛かる住民投票の命題となった。復元のための費用をどうやって手当てするかが、政治的な闘争の場となり、解決策も無いままに立ち往生したように見えた。しかし、1996年の選挙年で、共和党上院議員ボブ・ドール（カンザス州）が、エバーグレーズのために土地を取得する費用2億ドルを連邦議会からフロリダ州に渡すよう提案した。民主党員のアメリカ合衆国副大統領アル・ゴア（テネシー州）が、連邦政府はエバーグレーズ農業地域の土地10万エーカー (400 km2) を購入し、復元のために移管すると約束した。政治折衝によってその数字は5万エーカー (200 km2) まで減らされたが、ドールもゴアもその姿勢が議会によって認められた。

### 中央・南フロリダの治水・排水事業 (C&SF) の再検討

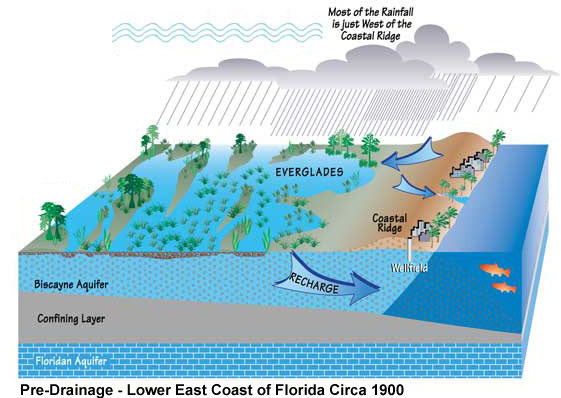
南フロリダの開発前の自然の排水パターン、1900年頃。

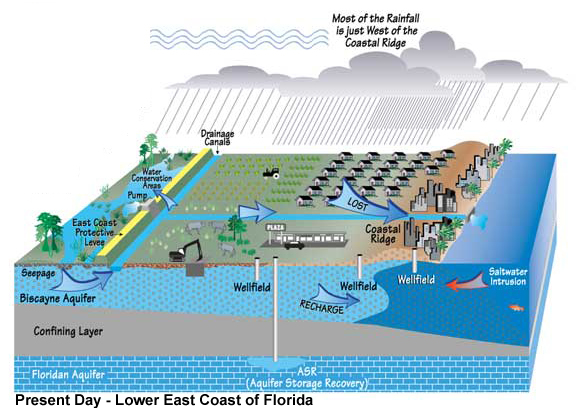
2005年の南フロリダの排水パターン。

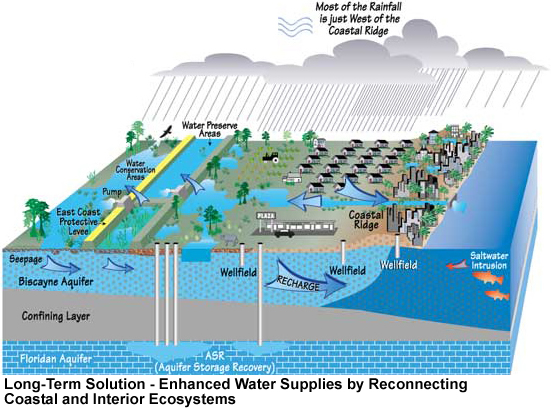
エバーグレーズの環境復元事業 (CERP）による復元と水環境管理。

1992年水資源開発法の一部として、連邦議会は中央・南フロリダの治水・排水事業 (C&SF) の効果の評価を承認した。「再検討」と呼ばれる報告書はアメリカ陸軍工兵司令部と南フロリダ水質管理地区が作成したものであり、1999年に連邦議会に提出された。その中では、体系全体にたいする有害度の指標として、エバーグレーズ当初面積の減少50%、貯水量の減少、放水の有害なタイミング、過去50年間で渉禽類個体数の85ないし90%減少、商業漁業からの水揚げ高減少が挙げられていた。オキーチョビー湖、カルーサハッチー川、セントルーシー入り江、ワースラグーン湖、ビスケーン湾、フロリダ湾、エバーグレーズを含む水域が、異常な水位の変化、塩分濃度、海洋と淡水生態系の劇的な変化を反映していた。この再検討では、過去50年間にわたる水質の全体的低下は、汚染された水のフィルターとして機能する湿地が失われたことで生じたと述べていた。今後の介入が無ければ、南フロリダ全体の生態系が悪化すると予測していた。運河によって1日約1,700億USガロン (640 ギガリットル) の水を大西洋あるいはメキシコ湾に流しているので、貯水する機会が無く、洪水は今でも問題のままである。現体系に変更が無ければ、1年おきに取水制限が必要となり、特定の場所では毎年取水制限することになると予測した。包括的計画に尽力することなくプロジェクトの一部を改訂することは、不十分であり、おそらく有害なものになるとも警告した。
「再検討」は10の計画を評価した後、20年間で78億ドルを要することになる包括的戦略を推薦した。この計画は次の行動を提唱している。
- 地表水貯水池を創設する、幾つかの場所181,300エーカー (734 km2) を使い、150万エーカー・フィート (1.9 km3) の水を貯める[65]。
- 水保存地域を創設する、マイアミ・デイドとパームビーチの間とエバーグレーズ東部で溢流水を扱う[65]。
- オキーチョビー湖を生態的資源として管理する、水生植物や動物の生命に有害となり、堆積を妨げる湖面水位の異常な上下を避ける[65]。
- 支流への排水を改善する、栄養分のバランスをかき回し、魚に損傷を与えることになる過剰水をカルーサハッチー川やセントルーシー川に急激に排水する量を削減する[66]。
- 地下の貯水量を増やす、フロリダ帯水層の井戸あるいは貯水池の中で1日160億USガロン (61 ギガリットル) を貯め、後の乾季に使えるようにする。帯水層貯蔵回復と呼ばれる方法である[66]。
- 水処理用湿地を構築する、全部で35,600エーカー (144 km2) となる雨水処理区 (STA)  、環境における汚染物の量を減らす[66]。
- 排水量を改善する、エバーグレーズに対しては、シャーク川沼地に排水する量を約26%増やす[66]。
- 薄層流に対する障壁を除去する、総延長240マイル (390 km) の運河と堤防を破壊または除去する。特にマイアミ運河を除去し、ハイウェイから排水溝や橋までタミアミ・トレイルを再建し、薄層流をより自然に近い流速に戻してエバーグレーズ国立公園に導く[67]。
- 水を採石場で貯めて、廃水を再利用する、既存の採石場を活用し、南フロリダ都市圏、ならびにフロリダ湾やエバーグレーズに水を供給する。2か所の廃水処理場を建設し、1日220億USガロン (83 ギガリットル) を排水可能にし、ビスケーン帯水層に貯め戻す[67]。

この報告書は、提唱する行動の全てを実行することで、「南フロリダ中に健全で持続的発展が可能な生態系を再生させる結果に」なると述べている。この報告書は全ての回答を出していないことを認めているが、如何なる計画もそれはできない。しかし、「残っている体系の大きな部分に関わる、排水前の湿地の基本的な決定様相」を修復できると予測し、また全ての動物の個体数が増え、動物の分布パターンが自然の状態に戻ると予測した。批評家は使われていない技術の幾らかに関する心配を表明した。科学者は、採石場が提案されているほどの水量を保持できるか、水は採石場から有害なバクテリアを貰うのではないか、不安視した。帯水層に対する過剰な負荷が別の心配事であり、以前に試みられた技術ではなかった。
この再検討は楽観的であるが、次のように述べている。
「修復された」将来のエバーグレーズが過去に存在した、いかなる時期のエバーグレーズとも異なるであろうことを理解するのは重要である。それは現在の生態系よりも遥かに優れたものになるのは確実であろうけれども、排水前の生態系を完全に復元できるわけではない。なぜなら、すでにここの生態系に対して不可逆的な変更をヒトが加えてしまったからである。よって、排水以前にあった生態系よりも小さく、幾らか違った形に配置されたエバーグレーズになる。それでも排水以前のエバーグレーズにおける水循環のパターンや、生物の生息パターンに近づくであろうから、また地球上の他のどの湿地帯とも異なったものになるので、元のエバーグレーズの野性味と豊かさを想起させる場所になるだろう。
この報告書は、目標が紛糾の種になることが多かった多くの機関が協力した結果だった。最初の草稿はエバーグレーズ国立公園管理者に提出された。彼らは公園に十分な水が放水されず、優先順位は都市圏に水を配給することに置かれていると主張した。彼らがその報告書を支持することを拒否すると脅すと、計画が書き直されて、公園により多くの水を流すようにされた。しかし、ミコースキー族インディアンが公園と水量制御装置の間に居留地を持っており、部族の土地と5,000万ドルのカジノが洪水にならないことを確保するために訴訟を起こすと脅した。その他の特殊な関連団体も、企業と住民が自然の次に優先順位があると心配していた。しかし、エバーグレーズは超党派の大義であることが証明された。このエバーグレーズの環境復元事業 (CERP) は、2000年水資源開発法で承認され、2000年12月11日にビル・クリントン大統領が署名して法制化された。連邦政府とその他の資源に分配されて実行されるために13億ドルの即座の使用を認めていた。

### 実行
フロリダ州は、エバーグレーズの環境復元事業 (CERP) が法制化されてから、様々なプロジェクトに20億ドル以上を注ぎ込んだと報告している。36,000エーカー (150 km2) 以上の雨水処理区 (Stormwater Treatment Areas; STA) が建設され、エバーグレーズの水から2,500ショートトン (2,300 トン) のリンをろ過するようになった。広さが17,000エーカー (69 km2) ある1つの雨水処理区 (STA)  は、2004年に建設され、世界最大の人工湿地になった。復元のために必要とされた土地の55%、合計210,167エーカー (850.5 km2) は、フロリダ州が購入した。「アクセラ8」と名付けられた計画は、このプロジェクトの建設と資金手当てを急がせるためのものが実行に移され、大型貯水池3か所など8つある建設プロジェクトのうち6つの開始を急がせた。
超党派の良識と、エバーグレーズの重要さに関わる宣言があったものの、この地域は今も危険な状態にある。政治の操作が続いてエバーグレーズの環境復元事業 (CERP) を遅らせている。2003年、砂糖のロビイストがフロリダ州議会で、エバーグレーズの水路で許容されるリンの濃度を 10 ppb から 15 ppb に引上げ、規定濃度に達する年限を20年間延長する法案を提出させた。2016年には遂に妥協案が成立した。環境保護団体は、アクセラ8を通じて建設工事の幾つかを加速させる試みは、政治的に動機づけられていることに対する心配を表明している。アクセラ8が注力する6プロジェクトは、本当に必要とする自然の地域に多くの水をもたらさず、むしろエバーグレーズに隣接する人口の多い地域でのプロジェクトに水をもたらすものであり、既に過剰な負荷を受けている環境に多くの人を受け入れる空間を提供するために水が配られることを示唆している。連邦議会は復元のために資金の半分を約束したが、イラク戦争が始まり、エバーグレーズの環境復元事業 (CERP) の議会における主要な支持者だった2人が引退した後で、この計画における連邦政府の役割は、満たされないままになっている。「ニューヨーク・タイムズ」の記事に拠れば、フロリダ州の役人が復元は「連邦政府の官僚主導、『分析麻痺』の犠牲」の迷路に入っていると言っている。2007年、エバーグレーズの復元の予算20億ドルの支出が連邦議会によって承認され、その使い道である水開発プロジェクト全体についてジョージ・W・ブッシュ大統領の発動した拒否権を撤回させた。ブッシュの稀にしか使わなかった拒否権は、その弟であるジェブ・ブッシュを含めフロリダ州の共和党の意思に反するものだった。連邦議会によるその後の行動が無く、州知事チャーリー・クリストは2008年2月にワシントンD.C.に出向き、約束されていた資金について問いただした。2008年6月までに、連邦政府は手当てされていた78億ドルのうち4億ドルのみを遣ってきた。2008年6月、ジャーナリストのカール・ハイアセンは、環境に対するジョージ・W・ブッシュの姿勢を「長期的な無関心」と特徴づけ、農薬とリンで汚染された水をエバーグレーズに放出することを認めるアメリカ合衆国環境保護庁の方針を変えるために干渉するつもりはないとブッシュが述べた時に、それが裏付けられた。

### エバーグレーズの環境復元事業 (CERP) の再評価
フロリダ州には現在も日々1,000人の新しい住民が移って来ており、復元や湿地の回復を予定されている土地は、州がそれに入札するチャンスを持つ前に売り買いされることが多い。不動産の競争力ある価格付けが、州の買収能力を超えて進められている。フロリダ州が土地を買収し建設の資金手当てを援助しているので、エバーグレーズの環境復元事業 (CERP) の下のプログラムは、州予算の削減に対して脆弱である。2008年6月、州知事クリストは、フロリダ州がU.S.シュガーを17億ドルで買収すると発表した。このアイディアは、砂糖のロビイストがU.S.シュガーによるリンが含まれた水をエバーグレーズに汲み上げるやり方に対する規制を緩和させようと、クリストを説得しようとしたときに生まれた。ロビイストの1人に拠れば、「まさにその瞬間」ということであり、クリストは「砂糖がエバーグレーズを汚染し、我々がエバーグレーズを浄化するために金を払っているとするなら、砂糖を取り除いたらどうだろう?」と言ったことになっている。アメリカ合衆国で最大のサトウキビによる砂糖の生産者が6年間操業を継続し、その所有権がフロリダ州に移ると、エバーグレーズの187,000エーカー (760 km2) が未開発のままに残され、排水前の状態に戻されることになる。
2008年9月、連邦政府に科学と政策に関する助言を行う非営利機関の全米研究評議会 (NRC) が、エバーグレーズの環境復元事業 (CERP) の進行状況に関する報告書を提出した。この報告書は、予算付け、計画、官僚仕事における問題のために、復元は「不十分な進行状況」と述べていた。全米研究評議会報告書は、エバーグレーズを進行が無ければ、さらに危険に曝されると「世界の貴重な生態系」と呼び、「エバーグレーズの復元における現在の遅れは改善を遅らせているだけでなく、生態系の衰退を続けさせている」と言っていた。樹木の島の縮退、絶滅を危惧される猛禽類、すなわちエバーグレーズ・スネイルカイトや、セイブル岬ハマヒメドリの個体数減少を引き合いに出した。エバーグレーズ国立公園にまで達する水が無いというのは、計画の遂行にあたって「最もやる気をなくさせる話の1つ」と特徴づけていた。全米研究評議会は、州と連邦政府のレベルで計画の改良を推奨し、毎年エバーグレーズの環境復元事業 (CERP) の各プロジェクトの見直しを行うことや、修復のためにさらなる土地の取得を推薦した。エバーグレーズの復元は2009年アメリカ再生及び再投資法の一部として、市民サービスと建設の仕事を与えると同時に議会で認められた修繕プロジェクトを実行することを意図し、連邦予算で9,600万ドルが割り当てられた。・
2010年1月、運河C-111に対する工事が始まった。この運河は1960年代に灌漑された農地から排水するために建設されたものであり、エバーグレーズ国立公園から水が逃げないようにしておくために再建された。他にも復元のための2つのプロジェクトが2010年に開始することが予定された。クリスト州知事は同月に、エバーグレーズの復元に5,000万ドルを割り当てると公表した。同年4月、連邦地区裁判所の判事が、州と連邦政府は年限を守れないと痛切に批判し、浄化作業も「氷河の歩み」のように鈍く、政府は環境法の執行を「理解しがたい」と無視していると表現した。

## 関連図書
- Alderson, Doug. 2009. New Dawn for the Kissimmee River. Gainesville, FL: University Press of Florida. ISBN 978-0-8130-3395-2
- The Everglades in the Time of Marjorie Stoneman Douglas Photo exhibit created by the State Archives of Florida